# Быковский, Виктор Алексеевич
Виктор Алексеевич Быковский (род. 5 сентября 1957) — советский и российский математик, член-корреспондент РАН.

## Биография
Родился в 1957 году в селе Верхняя Залегощь Орловской области в семье колхозников. Окончил школу-десятилетку в селе Скородное.
В 1979 году окончил механико-математический факультет Московского государственного университета, а в 1982 году аспирантуру там же. Ученик Н. М. Коробова.
С 1982 года стал работать в Вычислительном центре Дальневосточного отделения АН СССР, куда поступил по приглашению Н. В. Кузнецова. В 1989 году на базе математических подразделений Вычислительного центра ДВО АН СССР было создано Хабаровское отделение Института прикладной математики ДВО АН СССР, и В. А. Быковский стал его сотрудником, а с 1993 года — директором. В 1990 году защитил докторскую диссертацию, в 2006 году был избран членом-корреспондентом РАН по Отделению математических наук.
Как внештатный корреспондент писал статьи, в основном, по компьютерной технике в газету «Тихоокеанская звезда».

## Научные достижения
В. А. Быковский — специалист по теории чисел, автоморфным функциям и их приложениям. Ему принадлежит оценка рядов Гекке автоморфных форм, скрученных с характером, на критической прямой. Им построен быстрый алгоритм для вычисления дискретного преобразования Фурье и получены результаты окончательного характера по теоретико-числовым многомерным квадратурным формулам.
Участвовал в разработке цифровой подписи.